# Shongaloo
Shongaloo es una villa ubicada en la parroquia de Webster en el estado estadounidense de Luisiana. En el Censo de 2010 tenía una población de 182 habitantes y una densidad poblacional de 8,86 personas por km².

## Geografía
Shongaloo se encuentra ubicada en las coordenadas 32°56′25″N 93°17′36″O / 32.94028, -93.29333. Según la Oficina del Censo de los Estados Unidos, Shongaloo tiene una superficie total de 20.54 km², de la cual 20.41 km² corresponden a tierra firme y (0.62%) 0.13 km² es agua.

## Demografía
Según el censo de 2010, había 182 personas residiendo en Shongaloo. La densidad de población era de 8,86 hab./km². De los 182 habitantes, Shongaloo estaba compuesto por el 94.51% blancos, el 4.95% eran afroamericanos, el 0.55% eran amerindios, el 0% eran asiáticos, el 0% eran isleños del Pacífico, el 0% eran de otras razas y el 0% pertenecían a dos o más razas. Del total de la población el 1.1% eran hispanos o latinos de cualquier raza.